# Atletiekvereniging 't Swin
Atletiekvereniging 't Swin was een Belgische atletiekclub uit Zwijndrecht.

## Historiek
De naam van de club was afkomstig van de eerste vier letters van het Germaanse Swina drifti (kreek), de vroegere naam van Zwijndrecht. 't Swin had twee trainingskernen, een in Burcht (op "De Wallen") en de tweede in Hoboken (in "Sportschuur).
In 2009 fusioneerde de club met Atletica '84 tot Zwijndrecht Atletiek Team (ZWAT).